# Фроленко, Михаил Фёдорович
Михаи́л Фёдорович Фроле́нко (ноябрь 1848, Ставрополь — 18 февраля 1938, Москва) — русский революционер, народник, член Исполнительного комитета «Народной воли».

## Биография

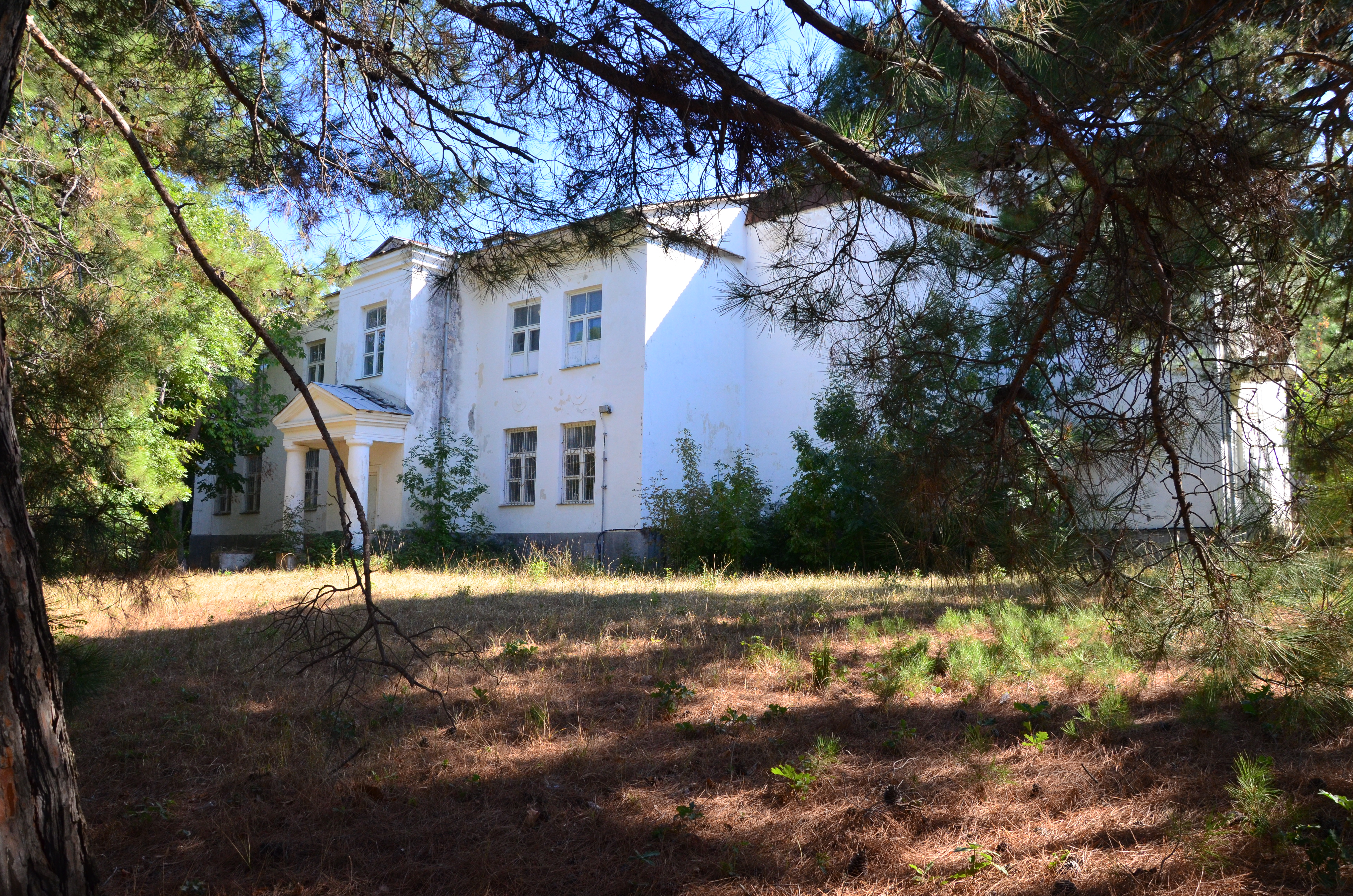
Дом в Геленджике, в котором жил Фроленко

Был сыном отставного фельдфебеля. В 1870 году окончил Ставропольскую гимназию, затем учился в Петербургском технологическом институте, с 1871 в Петровской земледельческой академии в Москве.
В 1873—1874 Фроленко был членом московского кружка чайковцев, вёл пропаганду среди рабочих, участвовал в «хождении в народ» на Урале. С 1874 пребывал на нелегальном положении. С 1878 член общества «Земли и воли», участник Липецкого и Воронежского съездов.
С возникновением «Народной воли» — член её исполнительного комитета, участник покушений на императора Александра II в ноябре 1879 под Одессой и 1 марта 1881. Арестован 17 марта 1881 в Петербурге. По Процессу двадцати Фроленко был приговорён к смертной казни, замененной вечной каторгой, которую отбывал в Алексеевском равелине, с 1884 в Шлиссельбургской крепости. Освобожден в октябре 1905.
В 1908—1917 жил в Геленджике под надзором полиции, сотрудничал в журнале «Былое».
С 1922 — в Москве, член Общества бывших политкаторжан и ссыльнопоселенцев и редколлегии журнала «Каторга и ссылка».
14.03.1926 года в связи с 45-й годовщиной убийства императора Александра II Михаилу Фроленко назначена персональная пенсия как участнику покушения.
В 1936 вступил в Коммунистическую партию.
Похоронен на Новодевичьем кладбище в Москве (участок №1, ряд 45, место 50).

## Сочинения
- Записки семидесятника. — М., 1927. — 339 с.
- Милость (из воспоминаний об Алексеевском равелине) // Былое — 1906. — № 2. — С. 5-21.

## Семья
Жёны:
- Лебедева, Татьяна Ивановна — в 1879—1881 гг.
- Померанцева Анна Михайловна (1860—1924) — общественная деятельница, врач, учительница[5].

## Признание заслуг
После Октябрьской революции, в 1922 году была назначена персональная пенсия в размере 50000 рублей, что в то время при чудовищной инфляции не было значительной суммой.
Спустя 11 лет произошло увеличение пенсии согласно Постановлению Совнаркома СССР:

Совет Народных Комиссаров Союза ССР постановляет:
Увеличить размер персональной пенсии участникам террористического акта 1 марта 1881 года: Вере Николаевне Фигнер, Анне Васильевне Якимовой-Диковской, Михаилу Федоровичу Фроленко, Анне Павловне Прибылёвой-Корба и Фани Абрамовне Морейнис-Муратовой — до 400 рублей в месяц с 1 января 1933 года.
8 февраля 1933 года, Москва, Кремль.

Имя Фроленко носит улица в Ставрополе.